# Pergulinae
Pergulinae – podrodzina błonkówek z rodziny Pergidae.

## Zasięg występowania
Przedstawiciele tej podrodziny występują głównie w krainie neotropikalnej, a także w krainie australijskiej.

## Systematyka
Do Pergulinae zalicza się 19 gatunków zgrupowanych w 2 rodzajach:
- Haplostegus
- Pergula